# Pterocalla pennata
Pterocalla pennata är en tvåvingeart som beskrevs av Friedrich Georg Hendel 1911. Pterocalla pennata ingår i släktet Pterocalla och familjen fläckflugor.
Artens utbredningsområde är Bolivia. Inga underarter finns listade i Catalogue of Life.